# 織田長則
織田 長則（おだ ながのり）は、江戸時代初期から前期にかけての大名。美濃国野村藩2代藩主。長孝系織田家2代。

## 略歴
初代藩主・織田長孝の長男として誕生した。
慶長11年（1606年）、父の死去により跡を継ぐ。元和6年（1620年）、大坂城普請助役を命じられる。寛永3年（1626年）、3代将軍・徳川家光の上洛に供奉した。
寛永8年（1631年）7月4日、死去した。嗣子がなかったため、野村藩織田家は改易となった。
ただし、長則が襲封したのは父の遺領でなく、祖父織田長益（有楽斎）の遺領味舌藩であったとする説もある。